# Musculus tarsus inferior

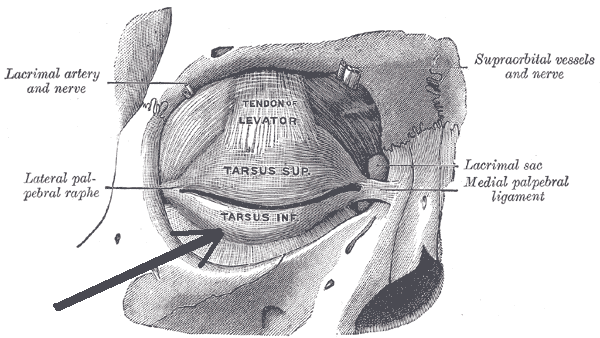
A szem becsukott szemhéjakkal (a nyíl mutatja az apró izmot)

A musculus tarsus inferior egy apró izom az ember szeménél.

## Eredés, tapadás, elhelyezkedés
Az alsó szemhéjben helyezkedik el.

## Funkció
Az alsó szemhéjat csukja be.

## Beidegzés, vérellátás
A ganglion cervicale superius idegzi be. Az arteria palpebrales inferior medialis és az arteria palpebrales inferior lateralis látják el vérrel.